# Studio Jaeschke

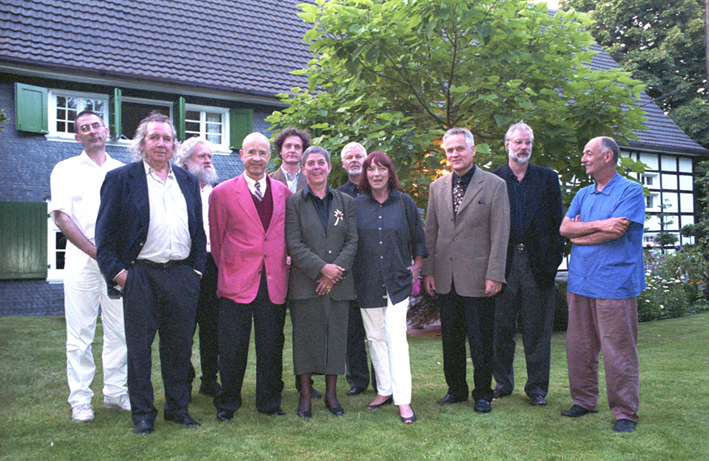
Künstler des Studio Jaeschke, 1999

Das Studio Jaeschke war ein Ausstellungsraum für zeitgenössische realistische Kunst in Bochum. Er existierte von 1970 bis 1990 und erlangte überregionale Bedeutung.

## Studio Jaeschke
Betrieben wurde das Studio in Privatinitiative des Arzt-Ehepaares Helmut und Gerda Jaeschke, die im Hallenhaus ihres westfälischen Fachwerkhauses im Bochumer Stadtteil Querenburg Kunstausstellungen veranstalteten. Der Bauernhof, dessen Ursprünge bis in die karolingische Zeit zurückreichen, wurde 1403 zum ersten Mal urkundlich erwähnt. Es wurden Arbeiten des Neuen Realismus gezeigt, der durch Begriffe wie Neue Landschaft oder Ding-Magie gekennzeichnet war. Unter den ausgestellten Künstlern befanden sich Ben Willikens, Joachim Schmettau, Hermann Waldenburg, Hede Bühl, Thomas Huber, Silke Leverkühne, Heiner Altmeppen, Bernd Schwering, sowie aus der Gruppe Zebra die Künstler Peter Nagel, Dieter Asmus und Dietmar Ullrich.
Obwohl die Ausstellungen privat organisiert, weder kommerziell ausgerichtet, noch durch Subventionen gestützt wurden, avancierte das Studio Jaeschke zu einem anerkannten Kunstzentrum. Die Verkaufserlöse der Werke kamen ausschließlich den ausgestellten Künstlern zugute. Um die vertretenen Maler und Bildhauer einem breiteren Publikum bekannt zu machen, publizierte Helmut Jaeschke in Katalogen, Fachzeitschriften für Medizin und Kunst und durch Kooperation mit Museen und anderen Ausstellungsinstitutionen. Kunstkritiker wie Heinrich Hahne oder Heiner Stachelhaus schrieben regelmäßig über die Ausstellungen in der FAZ, Die Welt, oder Das Kunstwerk.

## Helmut und Gerda Jaeschke
Zugute kam Helmut Jaeschke, dass er vor dem Medizinstudium zunächst eine künstlerische Ausbildung anstrebte und in dieser Zeit Kontakte zu Künstlern knüpfen konnte. Jaeschke, 1939 in Paradies, in der Nähe von Międzyrzecz, geboren, absolvierte seine Schulzeit in Göttingen. 1958 begann er ein Studium der Kunstpädagogik an der Staatlichen Hochschule für Bildende Künste in Berlin. Im gleichen Jahrgang befanden sich auch Wolfgang Petrick und Peter Sorge, die Jaeschke kennenlernte. Von Ende 1958 bis 1964 studierte er Medizin in Berlin und Göttingen. 1965 heiratete er Gerda Elling und begann eine Fachausbildung zum Dermatologen an den Kliniken in Essen, Dortmund, Koblenz und Hamburg. Von 1971 bis 2005 betrieb er eine Gemeinschaftspraxis mit seiner Frau in Bochum. Gerda Jaeschke, 1939 in Bochum geboren, studierte von 1958 bis 1964 Medizin in Göttingen, promovierte, und machte anschließend ihre Fachausbildung zur praktischen Ärztin.
Helmut und Gerda Jaeschke traten in den vergangenen Jahren auch als Sammler gegenständlicher Kunst in Erscheinung. Bestände aus ihrer Sammlung werden immer wieder zu Ausstellungen verliehen, wie z. B. zu Aufbruch Realismus. Die neue Wirklichkeit im Bild nach ´68, die von März bis August 2012 in den Städtischen Museen Heilbronn stattfand. Seit 1970 arbeitet das Sammlerehepaar eng mit dem Museum Bochum zusammen. Auf diese Weise entstand 1973 die Ausstellung Landschaft-Räume-Umwelt, in der Arbeiten von Dieter Asmus, Hans-Jürgen Kleinhammes, Jens Lausen und Hermann Waldenburg gezeigt wurden. Das Museum Bochum richtete 1990 die Ausstellung Vertrauen ins Bild. 20 Jahre Studio Jaeschke und 2011 Bildvertrauen. Studio Jaeschke. Ausblick – Rückblick aus.

## Ausstellungen im Studio Jaeschke
| - 1970: Jens Lausen - 1971: Wilhelm Beuermann - 1971: Hermann Waldenburg - 1972: Hans-J. Kleinhammes - 1972: Dieter Asmus - 1973: Joachim Palm - 1974: Bernd Schwering - 1974: Hermann Waldenburg - 1975: Peter Ackermann - 1975: Hans-J. Kleinhammes - 1976: Ben Willikens | - 1976: Peter Nagel - 1977: Dieter Asmus - 1978: Joachim Schmettau - 1978: Dietmar Ullrich - 1979: Hede Bühl - 1979: Falko Marx - 1980: Gottfried Wiegand - 1980: 10 Jahre Studio Jaeschke - 1981: Schwering, Heiner Altmeppen, Günther Fritz Koch - 1982: Peter Nagel - 1982: Hermann Waldenburg | - 1983: Peter Freese - 1984: Peter Ackermann - 1984: Bettina von Arnim - 1985: Günther Knipp - 1985: Stefan Laskowski - 1986: Thomas Huber - 1987: Justus Mandellaub - 1988: Friedrich Gräsel - 1989: Birgit Jensen - 1990: Silke Leverkühne - 1990: Uwe Pfeifer |

## Artikel über Ausstellungen
- Hinter dem Vorhang. Viel Initiative, WAZ, Samstag, 21. November 1970.
- Ärzte zeigen Kunst. Deutsches Ärzteblatt, 1970.
- Mit viel Fingerspitzengefühl. WAZ, Nr. 291, Freitag, 4. Dezember 1970.
- Hinter dem Vorhang. Freundlichere Umwelt, WAZ, Samstag, 5. Dezember 1970.
- Jens Lausen steht im Bauernhaus. Neue Welt auf bunten Blättern. Blick wird frei, Ruhr Nachrichten, Bochumer Zeitung, Freitag, 4. Dezember 1970.
- Ewald Jacobs: Deelen-Galerie Jaeschke startet mit Jens Lausen. Bilder zeigen Wandlungen. Westfälische Rundschau, Nr. 287, Freitag, 11. Dezember 1970.
- Gomoll-Richter: Lausen baut eine neue Welt. Ruhr-Nachrichten, Samstag, 12. Dezember 1970.
- Dr. U.: Kultur 70. Die Kinder der Altvorderen. WAZ, Donnerstag, 31. Dezember 1970.
- Material der Technik in utopischen Räumen. Ausstellung Wilhelm Beuermann in Querenburg, WAZ, 10. Juni 1971.
- Peter Nagel im Studio Jaeschke. Frankfurter Allgemeine Zeitung, Samstag, 18. Dezember 1976.
- PARDON-Tip des Monats: Kleinhammer-Serigraphie „Maritimer Durchblick“, pardon, Heft 1, Januar 1976.
- Heiner Stachelhaus: Peter Nagel im Bochumer Studio Jaeschke. Irre Kinderspiele! Neue Ruhr Zeitung, Freitag, 17. Dezember 1976.
- epl: Bochum: Dieter Asmus. Die Welt, Nr. 293, Freitag, 16. Dezember 1977.
- Heinrich Hahne: Die experimentelle Intelligenz eines Bildhauers. Joachim Schmettau in Bochum. Frankfurter Allgemeine Zeitung, Nr. 121, Montag, 12. Juni 1978, S. 23.
- ien: Bochum: Dietmar Ullrich. Die Welt, Nr. 286, 8. Dezember 1978.
- epl: Muster für einen Mythos. Das Bochumer Studio Jaeschke zeigt das Werk von Hede Bühl. Die Welt, Nr. 80, Mittwoch, 4. April 1979.
- Heinrich Hahne: Hede Bühl. Studio Jaeschke, Bochum. Das Kunstwerk, 1979, S. 180.
- Heinrich Hahne: Peter Nagel: Mann mit Koffer. Frankfurter Allgemeine Zeitung, Nr. 66, Freitag, 19. März 1982, S. 27.
- Konrad Schmidt: Waldenburg-Ausstellung in Bochum. Realismus mit kritischer Dimension. Ruhr Nachrichten, Samstag, 20. November 1982.
- Heinrich Hahne: Zwischen Ironie und Schwermut. Werke von Peter Ackermann in Bochum. Frankfurter Allgemeine Zeitung, Nr. 131, Freitag, 8. Juni 1984, S. 27.
- Heiner Stachelhaus: Malen und reden. Thomas Huber in Bochum. Neue Ruhr Zeitung, Mittwoch, 11. Juni 1986.